# 19e étape du Tour d'Italie 2006
La 19e étape du Tour d'Italie 2006 a lieu le 26 mai entre Pordenone et le Col de San Pellegrino. Elle est remportée par Juan Manuel Gárate.

## Récit
Longue échappée composée de plus d'une vingtaine de coureurs en son début. Une dizaine seront rattrapés lors de l'avant-dernière ascension dont l'Italien Paolo Bettini. Les douze autres seront rattrapés dans l'ascension de l'arrivée à l'exception de Juan Manuel Gárate, Jens Voigt, Patxi Vila et Tadej Valjavec.
À l'arrivée, on a pu assister à un beau geste de l'Allemand Jens Voigt qui a laissé gagner son compagnon d'échappée Juan Manuel Gárate qui a fourni beaucoup d'effort pour la survie de l'échappée.
Le coureur allemand Jan Ullrich qui était sur ce Giro pour préparer le Tour de France a abandonné lors de la dernière montée de l'étape.

## Résultats

### Classement de l'étape
|    | Coureur            | Pays      | Équipe                |    | Temps           |
| -- | ------------------ | --------- | --------------------- | -- | --------------- |
| 1  | Juan Manuel Gárate | Espagne   | Quick Step-Innergetic | en | 7 h 13 min 36 s |
| 2  | Jens Voigt         | Allemagne | Team CSC              | +  | 4 s             |
| 3  | Patxi Vila         | Espagne   | Lampre-Fondital       |    | 1 min 21 s      |
| 4  | Tadej Valjavec     | Slovénie  | Lampre-Fondital       |    | 1 min 55 s      |
| 5  | Emanuele Sella     | Italie    | Panaria               |    | 2 min 06 s      |
| 6  | Iván Parra         | Colombie  | Cofidis               |    | m.t.            |
| 7  | Gilberto Simoni    | Italie    | Saunier Duval         |    | 2 min 15 s      |
| 8  | Ivan Basso         | Italie    | Team CSC              |    | m.t.            |
| 9  | Johann Tschopp     | Suisse    | Phonak                |    | m.t.            |
| 10 | Danilo Di Luca     | Italie    | Liquigas              |    | 2 min 19 s      |

### Points attribués
|   | Cycliste          | Pays    | Équipe                | Points |
| - | ----------------- | ------- | --------------------- | ------ |
| 1 | Paolo Bettini     | Italie  | Quick Step-Innergetic | 8      |
| 2 | Raffaele Illiano  | Italie  | Colombia Selle-Italia | 6      |
| 3 | Patrick Calcagni  | Suisse  | Liquigas              | 4      |
| 4 | Mickaël Delage    | France  | Française des jeux    | 3      |
| 5 | Yuriy Krivtsov    | Ukraine | AG2R Prévoyance       | 2      |
| 6 | Cyrille Monnerais | France  | Française des jeux    | 1      |

|    | Cycliste               | Pays      | Équipe                | Points |
| -- | ---------------------- | --------- | --------------------- | ------ |
| 1  | Juan Manuel Gárate     | Espagne   | Quick Step-Innergetic | 25     |
| 2  | Jens Voigt             | Allemagne | Team CSC              | 20     |
| 3  | Patxi Vila             | Espagne   | Lampre-Fondital       | 16     |
| 4  | Tadej Valjavec         | Slovénie  | Lampre-Fondital       | 14     |
| 5  | Emanuele Sella         | Italie    | Panaria               | 12     |
| 6  | Iván Parra             | Colombie  | Cofidis               | 10     |
| 7  | Gilberto Simoni        | Italie    | Saunier Duval         | 9      |
| 8  | Ivan Basso             | Italie    | Team CSC              | 8      |
| 9  | Johann Tschopp         | Suisse    | Phonak                | 7      |
| 10 | Danilo Di Luca         | Italie    | Liquigas              | 6      |
| 11 | José Enrique Gutiérrez | Espagne   | Phonak                | 5      |
| 12 | Damiano Cunego         | Italie    | Lampre-Fondital       | 4      |
| 13 | Patrice Halgand        | France    | Crédit agricole       | 3      |
| 14 | Giampaolo Caruso       | Italie    | Liberty Seguros       | 2      |
| 15 | Sandy Casar            | France    | Française des jeux    | 1      |

### Cols et côtes
|   | Cycliste           | Pays    | Équipe                | Points |
| - | ------------------ | ------- | --------------------- | ------ |
| 1 | Fortunato Baliani  | Italie  | Panaria               | 5      |
| 2 | Juan Manuel Gárate | Espagne | Quick Step-Innergetic | 3      |
| 3 | Patxi Vila         | Espagne | Lampre-Fondital       | 1      |

|   | Cycliste            | Pays     | Équipe                | Points |
| - | ------------------- | -------- | --------------------- | ------ |
| 1 | Fortunato Baliani   | Italie   | Panaria               | 10     |
| 2 | Juan Manuel Gárate  | Espagne  | Quick Step-Innergetic | 6      |
| 3 | Patxi Vila          | Espagne  | Lampre-Fondital       | 4      |
| 4 | Luis Felipe Laverde | Colombie | Panaria               | 2      |
| 5 | Emanuele Sella      | Italie   | Panaria               | 1      |

|   | Cycliste            | Pays     | Équipe                | Points |
| - | ------------------- | -------- | --------------------- | ------ |
| 1 | Fortunato Baliani   | Italie   | Panaria               | 10     |
| 2 | Juan Manuel Gárate  | Espagne  | Quick Step-Innergetic | 6      |
| 3 | Luis Felipe Laverde | Colombie | Panaria               | 4      |
| 4 | Emanuele Sella      | Italie   | Panaria               | 2      |
| 5 | Patxi Vila          | Espagne  | Lampre-Fondital       | 1      |

|   | Cycliste           | Pays      | Équipe                | Points |
| - | ------------------ | --------- | --------------------- | ------ |
| 1 | Juan Manuel Gárate | Espagne   | Quick Step-Innergetic | 15     |
| 2 | Jens Voigt         | Allemagne | Team CSC              | 10     |
| 3 | Patxi Vila         | Espagne   | Lampre-Fondital       | 6      |
| 4 | Tadej Valjavec     | Slovénie  | Lampre-Fondital       | 4      |
| 5 | Emanuele Sella     | Italie    | Panaria               | 2      |

### Points attribués pour le classement combiné
|    | Cycliste               | Pays      | Équipe                | Points |
| -- | ---------------------- | --------- | --------------------- | ------ |
| 1  | Ivan Basso             | Italie    | Team CSC              | 43     |
| 2  | José Enrique Gutiérrez | Espagne   | Phonak                | 37     |
| 3  | Sandy Casar            | France    | Française des jeux    | 30     |
| 4  | Gilberto Simoni        | Italie    | Saunier Duval         | 27     |
| 5  | Paolo Savoldelli       | Italie    | Discovery Channel     | 27     |
| 6  | Paolo Bettini          | Italie    | Quick Step-Innergetic | 27     |
| 7  | Leonardo Piepoli       | Italie    | Saunier Duval         | 22     |
| 8  | Juan Manuel Gárate     | Espagne   | Quick Step-Innergetic | 21     |
| 9  | Damiano Cunego         | Italie    | Lampre-Fondital       | 19     |
| 10 | Stefan Schumacher      | Allemagne | Gerolsteiner          | 18     |

## Classements à l'issue de l'étape

### Classement général
|    | Cycliste               | Pays    | Équipe                |    | Temps            |
| -- | ---------------------- | ------- | --------------------- | -- | ---------------- |
| 1  | Ivan Basso             | Italie  | Team CSC              | en | 80 h 46 min 38 s |
| 2  | José Enrique Gutiérrez | Espagne | Phonak                | +  | 6 min 07 s       |
| 3  | Gilberto Simoni        | Italie  | Saunier Duval         |    | 10 min 34 s      |
| 4  | Paolo Savoldelli       | Italie  | Discovery Channel     |    | 12 min 59 s      |
| 5  | Damiano Cunego         | Italie  | Lampre-Fondital       |    | 15 min 13 s      |
| 6  | Franco Pellizotti      | Italie  | Liquigas              |    | 15 min 26 s      |
| 7  | Sandy Casar            | France  | Française des jeux    |    | 16 min 07 s      |
| 8  | Juan Manuel Gárate     | Espagne | Quick Step-Innergetic |    | 16 min 40 s      |
| 9  | Wladimir Belli         | Italie  | Colombia Selle-Italia |    | 17 min 23 s      |
| 10 | Danilo Di Luca         | Italie  | Liquigas              |    | 18 min 31 s      |

### Classement par points
|   | Cycliste               | Pays    | Équipe                | Points |
| - | ---------------------- | ------- | --------------------- | ------ |
| 1 | Paolo Bettini          | Italie  | Quick Step-Innergetic | 147    |
| 2 | Ivan Basso             | Italie  | Team CSC              | 131    |
| 3 | José Enrique Gutiérrez | Espagne | Phonak                | 118    |

### Classement du meilleur grimpeur
|   | Cycliste           | Pays    | Équipe                | Points |
| - | ------------------ | ------- | --------------------- | ------ |
| 1 | Fortunato Baliani  | Italie  | Panaria               | 51     |
| 2 | Ivan Basso         | Italie  | Team CSC              | 46     |
| 3 | Juan Manuel Gárate | Espagne | Quick Step-Innergetic | 39     |

### Classement du combiné
|   | Cycliste               | Pays    | Équipe            | Points |
| - | ---------------------- | ------- | ----------------- | ------ |
| 1 | Paolo Savoldelli       | Italie  | Discovery Channel | 720    |
| 2 | José Enrique Gutiérrez | Espagne | Phonak            | 575    |
| 3 | Ivan Basso             | Italie  | Team CSC          | 508    |

### Classements par équipes

#### Classement aux temps
|   | Équipe            | Pays       |    | Temps             |
| - | ----------------- | ---------- | -- | ----------------- |
| 1 | Phonak            | Suisse     | en | 241 h 35 min 22 s |
| 2 | Lampre-Fondital   | Italie     | +  | 7 min 36 s        |
| 3 | Discovery Channel | États-Unis |    | 12 min 53 s       |

#### Classement aux points
|   | Équipe        | Pays    | Points |
| - | ------------- | ------- | ------ |
| 1 | Phonak        | Suisse  | 280    |
| 2 | Saunier Duval | Espagne | 257    |
| 3 | Panaria       | Italie  | 251    |

### Classements annexes

#### Classement Azzurri d'Italia
|   | Cycliste         | Pays   | Équipe                | Points |
| - | ---------------- | ------ | --------------------- | ------ |
| 1 | Ivan Basso       | Italie | Team CSC              | 14     |
| 2 | Leonardo Piepoli | Italie | Saunier Duval         | 9      |
| 3 | Paolo Bettini    | Italie | Quick Step-Innergetic | 9      |

#### Classement de la combativité
|   | Cycliste               | Pays    | Équipe                | Points |
| - | ---------------------- | ------- | --------------------- | ------ |
| 1 | Paolo Bettini          | Italie  | Quick Step-Innergetic | 41     |
| 3 | Ivan Basso             | Italie  | Team CSC              | 31     |
| 2 | José Enrique Gutiérrez | Espagne | Phonak                | 30     |

#### Classement 110 Gazzetta
|   | Cycliste         | Pays   | Équipe                | Points |
| - | ---------------- | ------ | --------------------- | ------ |
| 1 | Patrick Calcagni | Suisse | Liquigas              | 19     |
| 2 | Mickaël Delage   | France | Française des jeux    | 18     |
| 3 | Raffaele Illiano | Italie | Colombia Selle-Italia | 18     |

#### Classement de l'échappée (Fuga)
|   | Cycliste            | Pays   | Équipe                | Points |
| - | ------------------- | ------ | --------------------- | ------ |
| 1 | Christophe Edaleine | France | Crédit agricole       | 364    |
| 2 | Gabriele Missaglia  | Italie | Colombia Selle-Italia | 303    |
| 3 | Marzio Bruseghin    | Italie | Lampre-Fondital       | 278    |